# 宮本賢二 (ラグビー選手)
宮本賢二（みやもと けんじ、1987年11月28日 - ）は、日本の元ラグビー選手。 

## プロフィール
- 福岡県出身。
- ポジションはセンター(CTB)。
- 身長 172cm、体重 78kg
- ニックネームは「けんじ」。

## 経歴
東福岡高校、法政大学を経て、サントリーに2010年入社。 
東福岡ラグビー部では主将を務めた。法政大学では2年時からレギュラーとして活躍。 
2009年度に関東リーグ戦優秀選手に輝いた。 
2015年、現役を引退した。
代表歴はU19日本代表